# Peter Ludwig Mohr
Peter Ludwig Mohr (* 6. Juni 1790 in Trier; † 23. November 1872 ebenda) war ein Trierer Geschäftsmann und Politiker.
Peter Ludwig Mohr wurde als zweites Kind der Eheleute Ludwig Weyprecht Mohr und Anna Maria Benedicta, geb. Lintz, geboren. Mohr erwarb den Titel eines Kommerzienrates und betätigte sich in der Zeit des Vormärz auch politisch. Er galt als ultraliberal. Lange Zeit war er Abgeordneter des Provinziallandtages und 1847 auch Mitglied des vereinten Landtags. 
Er heiratete am 24. November 1812 Anna Christina Hayn, die Tochter des „Moselkönigs“ Matthias Joseph Hayn, auf dem Josephshof in Graach. Dieses Besitztum, 1803 von seinem Schwiegervater ersteigert, verkaufte er 1858 an den Reichsgrafen von Kesselstatt. Von 1851 bis 1861 lebte er in Amerika, wo er weiteren Grundbesitz erwarb.

## Mohrs Josephshof
Der von Matthias Joseph Hayn so genannte Josephshof war einst im Besitz der 975 neu gegründeten Abtei St. Martin in Trier und konnte nach der Säkularisation billig ersteigert werden. Beim Verkauf brachte er Mohr 58 000 Taler ein. Die Monopollage des Josephshöfer Weins wurde vor über tausend Jahren erstmals urkundlich erwähnt. 1168 berichtete Erzbischof Hillin, der Hof sei schon von dem 596 gestorbenen Magnerich dem Kloster geschenkt worden; bei der Neugründung gehörte er jedenfalls zum Abteibesitz. 1830 wurde der Josephshöfer Wein als mustergültig gelobt. Heute befindet sich auf Peter Ludwig Mohrs einstigem Weingut eine Wohn- und Arbeitsstätte für geistig Behinderte.